# Pankstraße
Pankstraße – stacja metra w Berlinie, na linii U8, w dzielnicy Gesundbrunnen, w okręgu administracyjnym Mitte. Stacja została otwarta w 1976.